# Rancho San Diego
Rancho San Diego è un census-designated place (CDP) degli Stati Uniti d'America, situato in California, nella contea di San Diego.